# 趙正宇
趙正宇（1966年3月29日—），中華民國無黨籍政治人物，現任桃園航勤公司董事長，曾任立法委員，並在立法院加入民主進步黨立法院黨團運作。2020年捲入立委集體收賄案，其中與SOGO案掮客郭克銘有關之陽明山案經檢方第一時間調查，發現其為趙正宇前主任林家騏因即將遭開除，而冒用趙正宇職權，欲於被開除前賺取賄款，檢方旋即給予趙正宇不起訴處分。另財產來源不明罪部分，由於現金皆有合理來源，並沒有與收入不相當的情形，不構成財產不明罪要件，因此一審判決無罪；逃漏稅罪則判處6個月可易科罰金，全案上訴中。而陽明山案獲無罪後，趙正宇赴監察院陳情自身遭檢方濫權起訴，迄今調查中。

## 生平
趙正宇出身桃園市八德區的眷村，陸軍官校專科班畢業、銘傳大學碩士，曾任八德市市民代表、桃園市議員、中國國民黨黃復興黨部黨員、中華民國陸軍上尉等職。

### 議員時期
原為中國國民黨黃復興黨部黨員，曾任3屆縣議員，後在2014年因黨內電話民調些微差距落選，因而退黨以無黨籍身分參選桃園市第3選區市議員，並以第一高票當選連任。

### 立法委員時期
桃園市升格直轄市後以無黨籍身份參選桃園市第六選舉區的立法委員並以768票、不足0.5%的差距爆冷門擊敗挑戰五連霸的立委孫大千，趙正宇雖然是無黨籍身分，但獲得泛綠勢力的支持，面對未來立法院將有4個黨團，趙正宇表示「未來加入民進黨團的運作，但是不會加入民進黨。」以年輕新星形象進入國會。
2020年，帶著連任的成績，再次擊敗自中壢選區轉戰第六選舉區競選連任的陳學聖，並以無黨籍之姿奪下全桃園市最高票，打破2012年中華民國立法委員選舉中楊麗環順利四連霸的票數紀錄，連任成功。
2023年，QuickseeK快析輿情資料庫分析資料，為全台灣立法委員好感度第四名。同年8月，宣布將競選連任，但在隔年的立委選舉中被國民黨所提名的新科候選人、市議長邱奕勝的侄女邱若華擊敗而未能連任。

## 爭議

### 遭控關說變更國家公園土地管制範圍
2020年7月31日，因被指控涉嫌收賄關說變更國家公園土地管制範圍，被檢調移送偵辦，後獲檢方認定未受賄，係遭辦公室主任的林家騏冒用名義，以不起訴論處。

### 立委集體收賄案
2020年7月31日，被控介入SOGO經營權之爭，查扣新台幣920萬元現金，北檢依貪污治罪條例財產來源不明罪進行起訴。檢調另查出趙正宇涉嫌逃漏個人綜合所得稅，以違反稅捐稽徵法起訴趙正宇。由於趙正宇無勾串、滅證之虞，不符羈押要件，且案外案林家騏瞞著趙正宇向陽明山墓園業者詐財一事，檢察官偵查中已蒐證詳細。檢方於羈押一個多月後無保請回，後續依照正常程序進行相關案件偵查。
2021年12月13日，檢察官偵辦其被控收賄部分以不起訴處分，並依職權送高檢署再議檢方再次進行上訴，高檢署於2021年12月28日駁回再議，趙正宇不起訴確定。
2022年7月6日，台北地方法院宣判其被控逃漏稅違反稅捐稽徵法一事，判處6個月徒刑，可易科罰金。至於被控貪污治罪條例財產來源不明罪一事，由於現金皆有合理來源，並沒有與收入不相當的情形，不構成財產不明罪要件，因此判決無罪。

## 立法委員任內

### 第九屆立法委員
國道3號增設大鶯豐德交流道
為解決大溪交流道壅塞，協調市府向國防部取得用地並與交通部溝通配套，爭取國道3號增設大鶯豐德（八德二）交流道。計畫總經費54.35億元，預計民國115年完工。
台65線延伸龍潭（板龍快速道路）
為改善國道3號壅塞情況，爭取台65快速道路自板橋土城端延伸至國道3號龍潭交流道北側。
國道2號大湳交流道福德一路拓寬
為解決大湳交流道至八德區的壅塞問題，將原本20－26公尺道路寬度（六車道）拓寬至46公尺（十車道），總經費約5,000餘萬元。

### 第十屆立法委員
軌道運輸建設
為增強區域發展速度，提升在地產業發展，解決如觀光客進出，路網交通壅塞等問題，爭取捷運三鶯線延伸八德、捷運綠線延伸大溪、捷運綠線延伸中壢等工程改善建設。
生活環境建設
為提升地方生活機能，爭取如大湳水上樂園改建滯洪池工程、保一總隊大湳營區移撥為大湳森林公園、北景雲營區活化為八德國民運動中心等多項建設，提升在地居民生活品質。
交通建設
為解決地方聯外交通壅塞問題，提升交通安全與效率，爭取如八德第二交流道、國道三號銜接台66線增設系統交流道工程、介壽路（八德-大溪）路燈汰換為LED燈、月眉防汛道路建設等多項交通工程。
活動建設
- 為推廣大溪當地關聖帝君聖誕慶典文化，爭取大溪大禧城市祭典每年活動經費，研究保存、傳承以及推廣祭典文化。串連在地信仰，完成地方傳統文化與當代設計視覺連接。[29]
- 為推廣大溪永福地區在地小農自產苦茶油，爭取行政院客家委員會補助，在大溪永福里每年舉辦優油苦茶節，提升在地農產品牌發展。[30]

觀光建設
為創造地方打卡景點，提振觀光產業，爭取建設如中庄吊橋建設、中庄調整池、薑母島碼頭改善等工程。

## 選舉紀錄
| 年度 | 選舉屆數               | 選舉區           | 所屬政黨   | 得票數  | 得票率 | 當選標記 | 備註 |
| ---- | ---------------------- | ---------------- | ---------- | ------- | ------ | -------- | ---- |
| 2002 | 第十五屆桃園縣議員選舉 | 桃園縣第三選舉區 | 中國國民黨 | 5,142   | 9.54%  |          |      |
| 2005 | 第十六屆桃園縣議員選舉 | 桃園縣第三選舉區 | 中國國民黨 | 12,981  | 18.31% |          |      |
| 2009 | 第十七屆桃園縣議員選舉 | 桃園縣第三選舉區 | 中國國民黨 | 10,818  | 16.75% |          |      |
| 2014 | 第一屆桃園市議員選舉   | 桃園市第三選舉區 | 無黨籍     | 12,478  | 14.60% |          |      |
| 2016 | 第九屆立法委員選舉     | 桃園市第六選舉區 | 無黨籍     | 76,278  | 46.52% |          |      |
| 2020 | 第十屆立法委員選舉     | 桃園市第六選舉區 | 無黨籍     | 115,496 | 58.44% |          |      |
| 2024 | 第十一屆立法委員選舉   | 桃園市第六選舉區 | 無黨籍     | 76,346  | 38.34% |          |      |

## 外部連結
- 立法委員 趙正宇 委員簡介 （页面存档备份，存于）
- 趙正宇臉書粉絲團 （页面存档备份，存于）
- 趙正宇的instagram帳戶
- YouTube上的趙正宇頻道